# One Christmas
Pour plus de détails, voir Fiche technique et Distribution.
One Christmas est un téléfilm américain réalisé par Tony Bill en 1994.

## Synopsis
L'histoire est tirée d'une nouvelle de Truman Capote, s'appuyant sur des réminiscences de son enfance, dans les années 1930. Un garçon de 8 ans, vivant chez sa tante dans l'Alabama rural, est mis à contre-cœur dans un bus, direction la ville de La Nouvelle-Orléans, pour retrouver pour Noël son père, qu'il n'a pas vu depuis des années et qui est un escroc,,,.

## Fiche technique
- Titre original : One Christmas
- Réalisateurs : Tony Bill
- Producteurs : John Davis, John Philip Dayton (producteur exécutif), Merrill H. Karpf (producteur exécutif) et Duane Poole
- Société de production : Karpf-Davis Entertainment Television
- Scénario : Duane Poole d'après la nouvelle One Christmas de Truman Capote
- Musique : Van Dyke Parks
- Photographie : Thomas Del Ruth (en) et Donald M. Morgan (de)
- Montage : Duane Hartzell
- Direction artistique : Geoffrey S. Grimsman
- Décors : David Schlesinger
- Costumes : Noel Taylor
- Pays d’origine :  États-Unis
- Langue : anglais
- Genre : Drame
- Format : Couleur - 1,33:1 - Son : Stéréo
- Durée : 86 minutes
- Date de diffusion :  États-Unis : 19 décembre 1994

## Distribution
- Katharine Hepburn : Cornelia Beaumont
- Henry Winkler : Dad
- Swoosie Kurtz : Emily
- T.J. Lowther : Buddy
- Tonea Stewart : Evangeline
- Pat Hingle : Chauffeur de bus
- Julie Harris : Sook
- Troy Simmons : Toby
- Marilyn Allen : Miss Ivy
- Mary Lucy Bivins : Miss Julene
- Henderson Gilliland : Glenn Gilmore
- Joe Inscoe : M. Farris
- Joe Maggard : Dixon Hobbs

## Autour du film
Katharine Hepburn a été nommée pour son interprétation du rôle de Cornelia Beaumont, à quatre-vingt sept ans, pour le Screen Actors Guild Award,.